# 30773 Schelde
30773 Schelde è un asteroide della fascia principale. Scoperto nel 1986, presenta un'orbita caratterizzata da un semiasse maggiore pari a 2,3544394 UA e da un'eccentricità di 0,2271255, inclinata di 25,59345° rispetto all'eclittica.